# Philodicus dubius
Philodicus dubius là một loài ruồi trong họ Asilidae. Philodicus dubius được Ricardo miêu tả năm 1921.